# Linea Akita Nairiku
La Linea Akita Nairiku (秋田内陸線?, Akita Nairiku-sen) è una linea ferroviaria regionale a scartamento ridotto della prefettura di Akita e attraversa un'area poco urbanizzata dell'entroterra. Unisce precisamente le stazioni di Kakunodate e di Takanosu.

## Servizi
La ferrovia, lunga quasi 100 km, è interamente a binario singolo e a trazione termica, e possiede 29 stazioni. È caratterizzata da traffico locale, anche se oltre ai treni locali, che fermano in tutte le stazioni, è presente un servizio espresso denominato Moriyoshi che salta alcune stazioni intermedie. Per utilizzare l'espresso è richiesto un pagamento di 160 yen, oltre al prezzo del biglietto, per un tragitto fino a 50 km, e di 320 yen per un percorso che supera i 50 km. La maggior parte dei treni locali percorrono due relazioni, interrotte alla stazione di Aniai. Durante alcuni eventi stagionali è disponibile anche un treno rapido.

## Stazioni
- Tutte le stazioni si trovano nella prefettura di Akita
- ●: il treno ferma; ｜: il treno passa; ※: Fermate treno stagionale

| Stazione            | Stazione       | Giapponese | Distanza interst. | Distanza totale | Locale | Espresso Moriyoshi | Rapido stagionale | Collegamenti                      | Posizione                       |
| ------------------- | -------------- | ---------- | ----------------- | --------------- | ------ | ------------------ | ----------------- | --------------------------------- | ------------------------------- |
| Ex linea Aniai      | Takanosu       | 鷹ノ巣     | -                 | 0.0             | ●      | ●                  | ●                 | Linea principale Ōu (Takanosu JR) | Kitaakita                       |
| Ex linea Aniai      | Nishi-Takanosu | 西鷹巣     | 1.3               | 1.3             | ●      | ｜                 | ｜                |                                   | Kitaakita                       |
| Ex linea Aniai      | Ogata          | 小ヶ田     | 2.4               | 3.7             | ●      | ｜                 | ｜                |                                   | Kitaakita                       |
| Ex linea Aniai      | Ōnodai         | 大野台     | 2.4               | 6.1             | ●      | ｜                 | ｜                |                                   | Kitaakita                       |
| Ex linea Aniai      | Aikawa         | 合川       | 3.6               | 9.7             | ●      | ●                  | ●                 |                                   | Kitaakita                       |
| Ex linea Aniai      | Kamisugi       | 上杉       | 2.4               | 12.1            | ●      | ｜                 | ｜                |                                   | Kitaakita                       |
| Ex linea Aniai      | Yonaizawa      | 米内沢     | 2.9               | 15.0            | ●      | ●                  | ●                 |                                   | Kitaakita                       |
| Ex linea Aniai      | Katsurase      | 桂瀬       | 5.5               | 20.5            | ●      | ｜                 | ｜                |                                   | Kitaakita                       |
| Ex linea Aniai      | Ani-Maeda      | 阿仁前田   | 4.7               | 25.2            | ●      | ●                  | ●                 |                                   | Kitaakita                       |
| Ex linea Aniai      | Maeda-Minami   | 前田南     | 1.9               | 27.1            | ●      | ｜                 | ｜                |                                   | Kitaakita                       |
| Ex linea Aniai      | Kobuchi        | 小渕       | 2.0               | 29.1            | ●      | ｜                 | ｜                |                                   | Kitaakita                       |
| Ex linea Aniai      | Aniai          | 阿仁合     | 3.9               | 33.0            | ●      | ●                  | ●                 |                                   | Kitaakita                       |
| Ex linea Aniai      | Arase          | 荒瀬       | 2.4               | 35.4            | ●      | ｜                 | ｜                |                                   | Kitaakita                       |
| Ex linea Aniai      | Kayakusa       | 萱草       | 2.7               | 38.1            | ●      | ｜                 | ｜                |                                   | Kitaakita                       |
| Ex linea Aniai      | Okashinai      | 笑内       | 2.8               | 40.9            | ●      | ｜                 | ｜                |                                   | Kitaakita                       |
| Ex linea Aniai      | Iwanome        | 岩野目     | 2.4               | 43.3            | ●      | ｜                 | ｜                |                                   | Kitaakita                       |
| Ex linea Aniai      | Hitachinai     | 比立内     | 2.7               | 46.0            | ●      | ●                  | ●                 |                                   | Kitaakita                       |
| Linea nuova         | Okuani         | 奥阿仁     | 3.7               | 49.7            | ●      | ｜                 | ｜                |                                   | Kitaakita                       |
| Linea nuova         | Animatagi      | 阿仁マタギ | 2.6               | 52.3            | ●      | ●                  | ●                 |                                   | Kitaakita                       |
| Linea nuova         | Tozawa         | 戸沢       | 8.9               | 61.2            | ●      | ｜                 | ｜                | Senboku                           |                                 |
| Linea nuova         | Kami-Hinokinai | 上桧木内   | 4.7               | 65.9            | ●      | ●                  | ●                 | Senboku                           |                                 |
| Linea nuova         | Sadōri         | 左通       | 1.8               | 67.7            | ●      | ｜                 | ｜                | Senboku                           |                                 |
| Linea nuova         | Ugo-Nagazato   | 羽後中里   | 4.0               | 71.7            | ●      | ｜                 | ｜                | Senboku                           |                                 |
| Ex linea Kakunodate | Matsuba        | 松葉       | 3.3               | 75.0            | ●      | ●                  | ●                 | Senboku                           |                                 |
| Ex linea Kakunodate | Ugo-Nagatoro   | 羽後長戸呂 | 2.9               | 77.9            | ●      | ｜                 | ｜                | Senboku                           |                                 |
| Ex linea Kakunodate | Yatsu          | 八津       | 5.0               | 82.9            | ●      | ※                  | ※                 | Senboku                           |                                 |
| Ex linea Kakunodate | Saimyōji       | 西明寺     | 4.0               | 86.9            | ●      | ●                  | ●                 | Senboku                           |                                 |
| Ex linea Kakunodate | Ugo-Ōta        | 羽後太田   | 3.0               | 89.9            | ●      | ｜                 | ｜                | Senboku                           |                                 |
| Ex linea Kakunodate | Kakunodate     | 角館       | 4.3               | 94.2            | ●      | ●                  | ●                 | Senboku                           | Akita Shinkansen Linea Tazawako |